# Saint-François-Longchamp
Saint-François-Longchamp este o comună în departamentul Savoie din sud-estul Franței. În 2009 avea o populație de 217 de locuitori.

## Evoluția populației
| An        | 1975 | 1982 | 1990 | 1999 | 2006 | 2009 |
| --------- | ---- | ---- | ---- | ---- | ---- | ---- |
| Populație | 159  | 221  | 236  | 194  | 211  | 217  |